# Colliuris pensylvanica
Colliuris pensylvanica är en skalbaggsart som beskrevs av Linnaeus. Colliuris pensylvanica ingår i släktet Colliuris och familjen jordlöpare. Inga underarter finns listade i Catalogue of Life.

## Bildgalleri

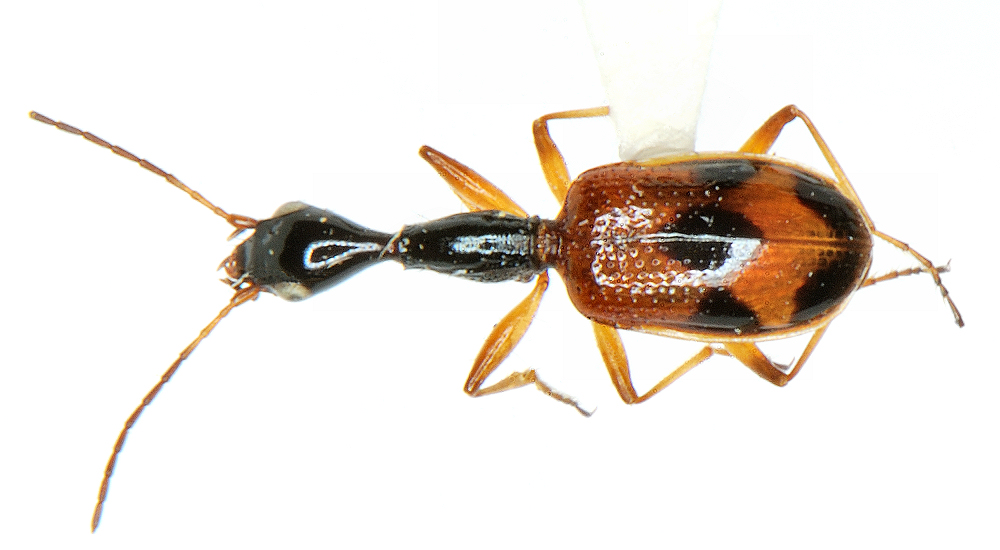
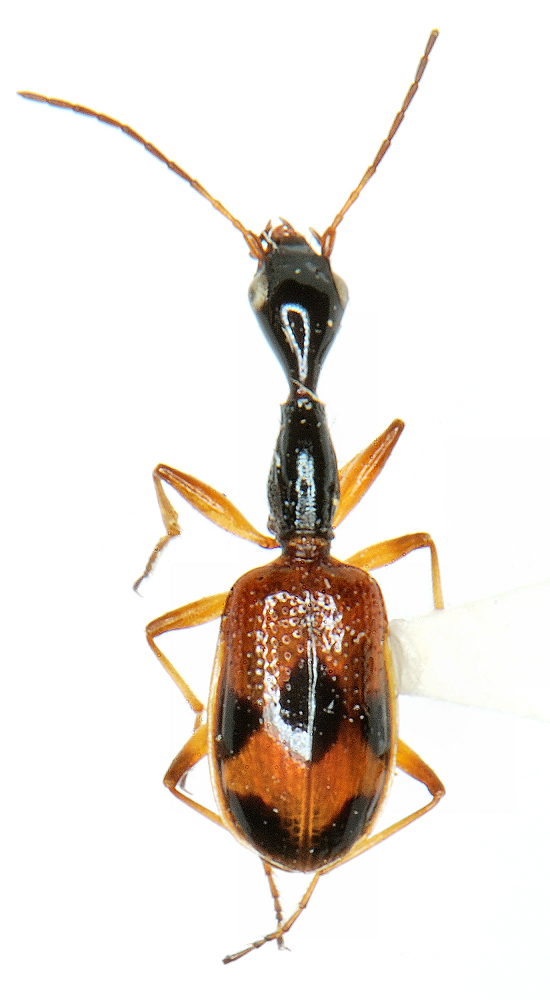